# Novomoskovský rajón
Novomoskovský rajón (ukrajinsky Новомосковський район) je rajón v Dněpropetrovské oblasti na Ukrajině. Hlavním městem je Novomoskovsk a rajón má přibližně 168 tisíc obyvatel.

## Města v rajónu
- Novomoskovsk
- Pereščepyne